# Braune Moderholzeule

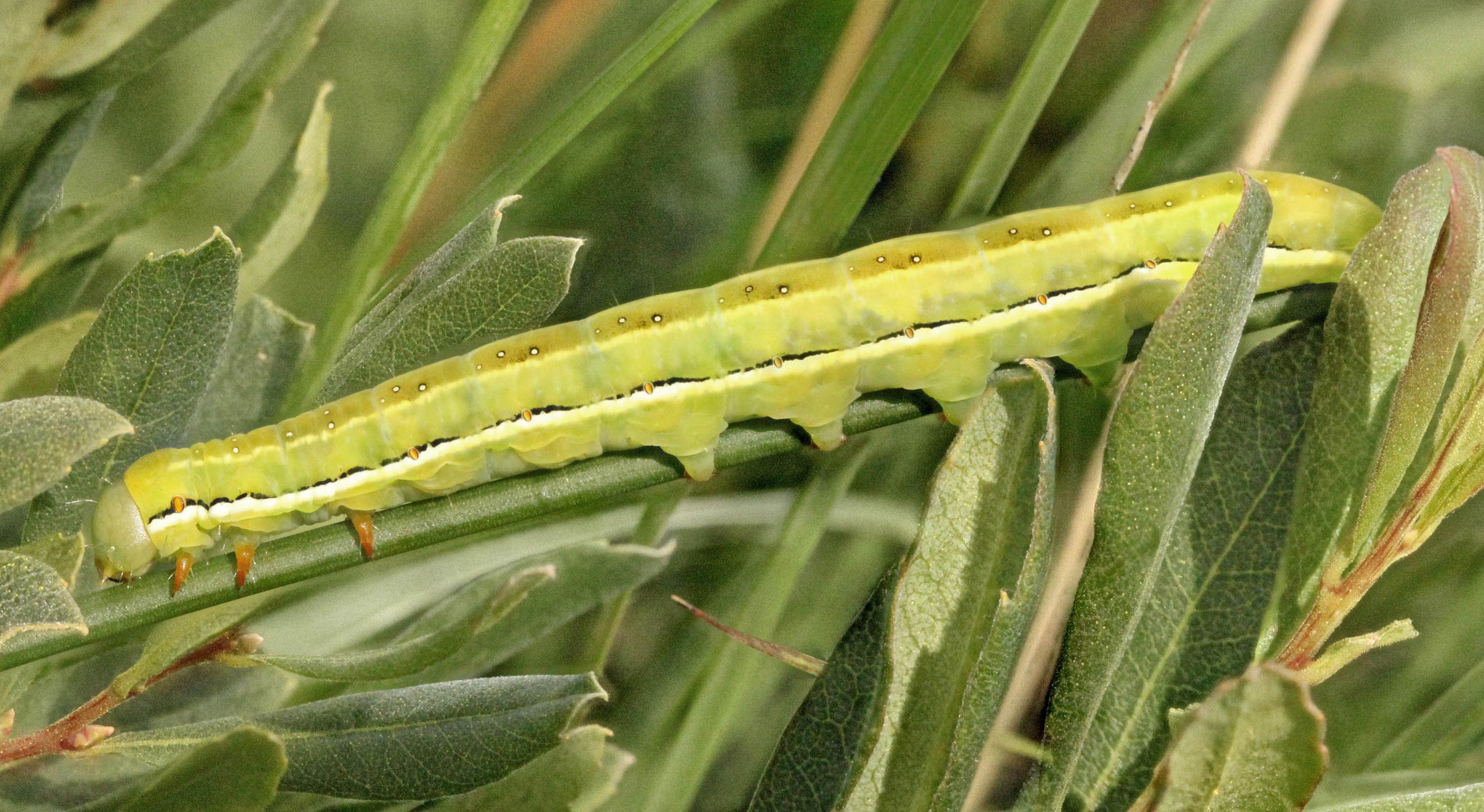
Braune Moderholzeule (Xylena vetusta), Raupe

Die Braune Moderholzeule (Xylena vetusta), auch Braunes Moderholz oder Fahlgelbe Moderholzeule genannt, ist ein Schmetterling (Nachtfalter) aus der Familie der Eulenfalter (Noctuidae).

## Merkmale

### Falter
Mit einer Flügelspannweite von 52 bis 65 Millimetern handelt es sich bei der Braunen Moderholzeule um einen relativ großen Eulenfalter. Die Vorderflügel sind schmal und lang. Die Färbung der Vorderflügel ist ziemlich variabel und variiert von dunkelbraun und graubraun bis zu ockergelb. Ringmakel sind nicht erkennbar, Nierenmakel werden durch dunkle Flecke hervorgehoben. Von der Wellenlinie zieht sich ein schwarzer Strich bis zu den Nierenmakeln. Das Mittelfeld ist gelegentlich stark verdunkelt. Die Hinterflügel sind zeichnungslos graubraun und haben einen blassbraunen Punkt nahe am Innenrand. Der Saugrüssel der Falter ist gut entwickelt. Die Fühler der Männchen sind schwach gesägt.

### Ei, Raupe und Puppe
Das Ei ist halbkugelig, unregelmäßig gerippt und hell rötlichgelb gefärbt. Die Raupen zeigen eine große Farbvariabilität. Teilweise haben sie eine fast rein grüne Farbe, bilden aber auch gelbliche Formen, die außerdem mit breiten schwarzen Streifen und weißen Punktwarzen versehen sind. Die dünnschalige Puppe trägt je zwei Borsten und kräftige Dornen am leicht ausgehöhlten Kremaster.

### Ähnliche Arten
- Xylena nuprea wurde als eigenständige Art anerkannt, ist die nordamerikanische Schwesterart von vetusta und kann wegen der geographischen Trennung eindeutig unterschieden werden.[1]
- Bei der etwas größeren Grauen Moderholzeule (Xylena exsoleta) erreicht der von der Wellenlinie ausgehende schwarze Strich nicht die Nierenmakel. Die Grundfärbung betont die Grautöne stärker. Sie zeigt außerdem dunkel eingefasste Ringmakel.

## Verbreitung und Lebensraum
Die Art ist von Nordwestafrika durch Europa und Asien bis Mittelsibirien verbreitet. Das nördlichste Vorkommen reicht bis zum Polarkreis und Island. Im Gebirge steigt sie bis auf 2000 Meter. Die Braune Moderholzeule ist auf feuchten Wiesen, Lichtungen, an Ufergebieten von Gewässern, Waldrändern sowie in Gärten anzutreffen.

## Lebensweise

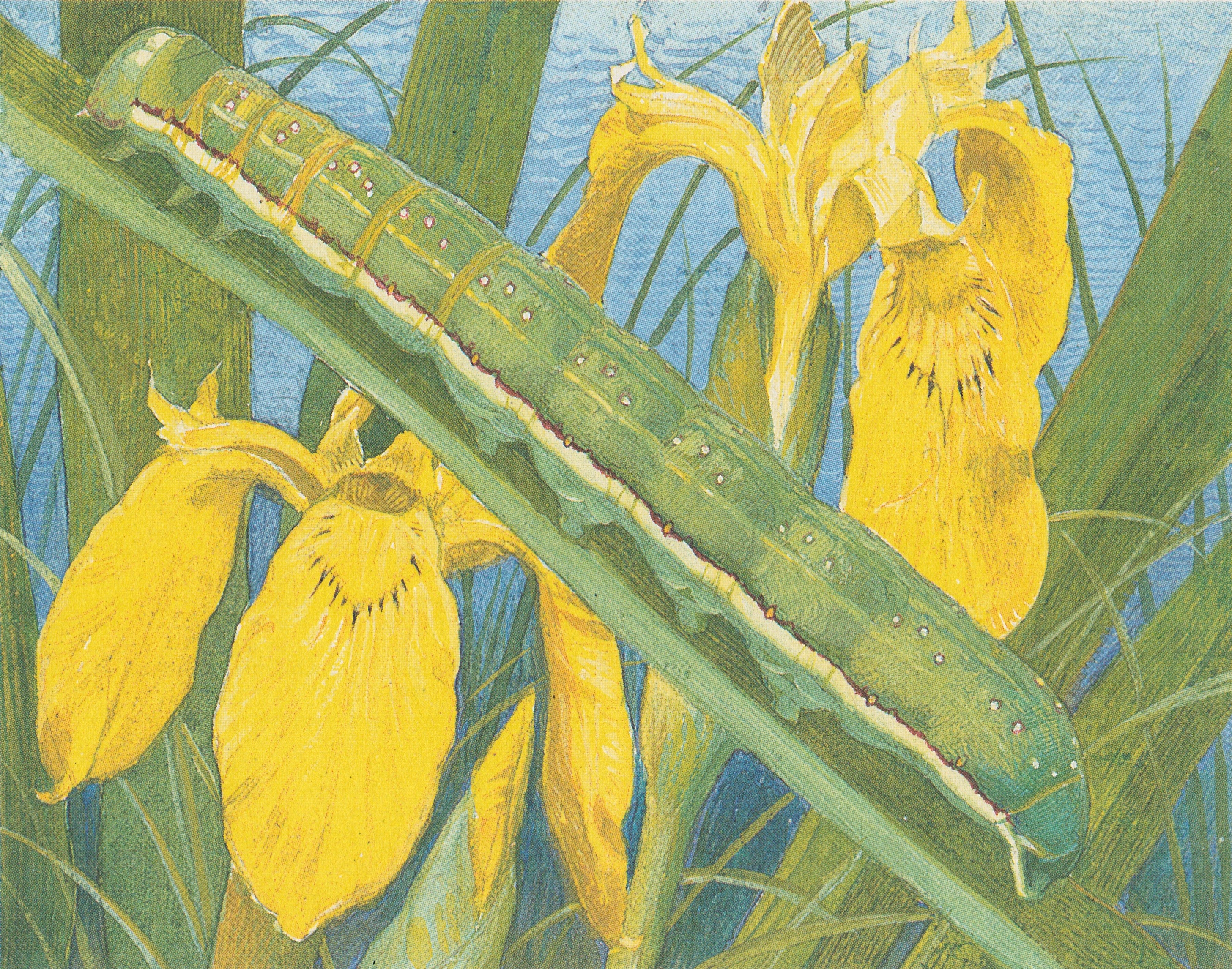
Illustration einer Raupe (zweifach vergrößert) auf einer Sumpf-Schwertlilie

Die Falter fliegen ab August, überwintern, erscheinen wieder im Frühjahr und leben dann bis Anfang Juni. In Ruhestellung pressen sie die Flügel dicht an den Leib, so dass sie einem Stück moderndem Holz gleichen, worauf auch der deutsche Name der Art zurückzuführen ist. Sie sind nachtaktiv und fliegen künstliche Lichtquellen an, besonders gerne auch angelegte Köder. Gelegentlich saugen sie an Schmetterlingsflieder (Buddleja davidii) und im Frühjahr regelmäßig an Weidenblüten (Salix). Die Raupen leben von Mai bis Juli. Sie sind polyphag und ernähren sich von einer Vielzahl von Pflanzen, von denen hier nur eine Auswahl genannt ist:
- Fluss-Ampfer (Rumex hydrolapathum),
- Flockenblumen (Centaurea),
- Schwertlilien (Iris),
- Riedgräser (Cyperaceae),
- Vogelknöteriche (Polygonum)

und andere. Die Verpuppung erfolgt in der Erde.

## Gefährdung
In Deutschland ist die Art weit verbreitet, gebietsweise aber selten und wird auf der Roten Liste gefährdeter Arten in der Kategorie V (auf der Vorwarnliste) eingestuft.